# Handel wymienny
Handel wymienny – handel polegający na wymianie towaru na towar bez posługiwania się pieniędzmi. 
Istnieją trzy podstawowe formy handlu wymiennego:
- wymiana bezpośrednia (barter) – czyli wymiana towaru na towar, dokonana bez pośrednictwa pieniądza;
- wymiana ekwiwalentna – wymiana dóbr o podobnej wartości, partnerzy są równorzędni i odnoszą w jej wyniku takie same korzyści;
- wymiana nieekwiwalentna – wymiana dóbr o różnej wartości, jeden z partnerów ma pozycję uprzywilejowaną i odnosi w jej wyniku większe korzyści.